# باور ماك جي 4 كيوب
حاسوب باور ماك جي ٤ كيوب (Power Mac G4 Cube) هو حاسوب شخصي من شركة آبل تم بيعه بين يوليو 2000 و 2001. صمم هذا الحاسوب المكعب الشكل والمبتكر من قبل الرئيس التنفيذي للشركة ستيف جوبز، بقيادة مصمم المنتجات جوني آيف. طورت آبل تقنيات وطرق تصنيع جديدة لهذا المنتج - حاسوب مكعب بحجم 7.7 بوصة (20 سم) مغلف بزجاج أكريلي شفاف. وضعته آبل في منتصف مجموعة منتجاتها، بين جهاز اي ماك جي 3 للمستهلكين وجهاز باور ماك جي 4 الاحترافي. تم الإعلان عن كيوب في معرض Macworld Expo في 19 يوليو 2000.
فاز كيوب بجوائز وإشادة بتصميمه عند إصداره، لكن المراجعات أشارت إلى ارتفاع تكلفته مقارنة بقوته وإمكانية توسعته المحدودة وعيوبه التجميلية. كان المنتج فشلاً تجارياً فورياً، حيث تم بيع 150 ألف وحدة فقط قبل تعليق الإنتاج بعد أقل من عام من الإعلان عنه. يعد كيوب أحد الإخفاقات النادرة للشركة في عهد جوبز، بعد تجنبها الإفلاس. ومع ذلك، فقد أثرت على منتجات آبل المستقبلية، من مشغل آي بود إلى جهاز ماك ميني. كما يضم متحف الفن الحديث في مدينة نيويورك جهاز كيوب في مجموعته.

## لمحة عامة

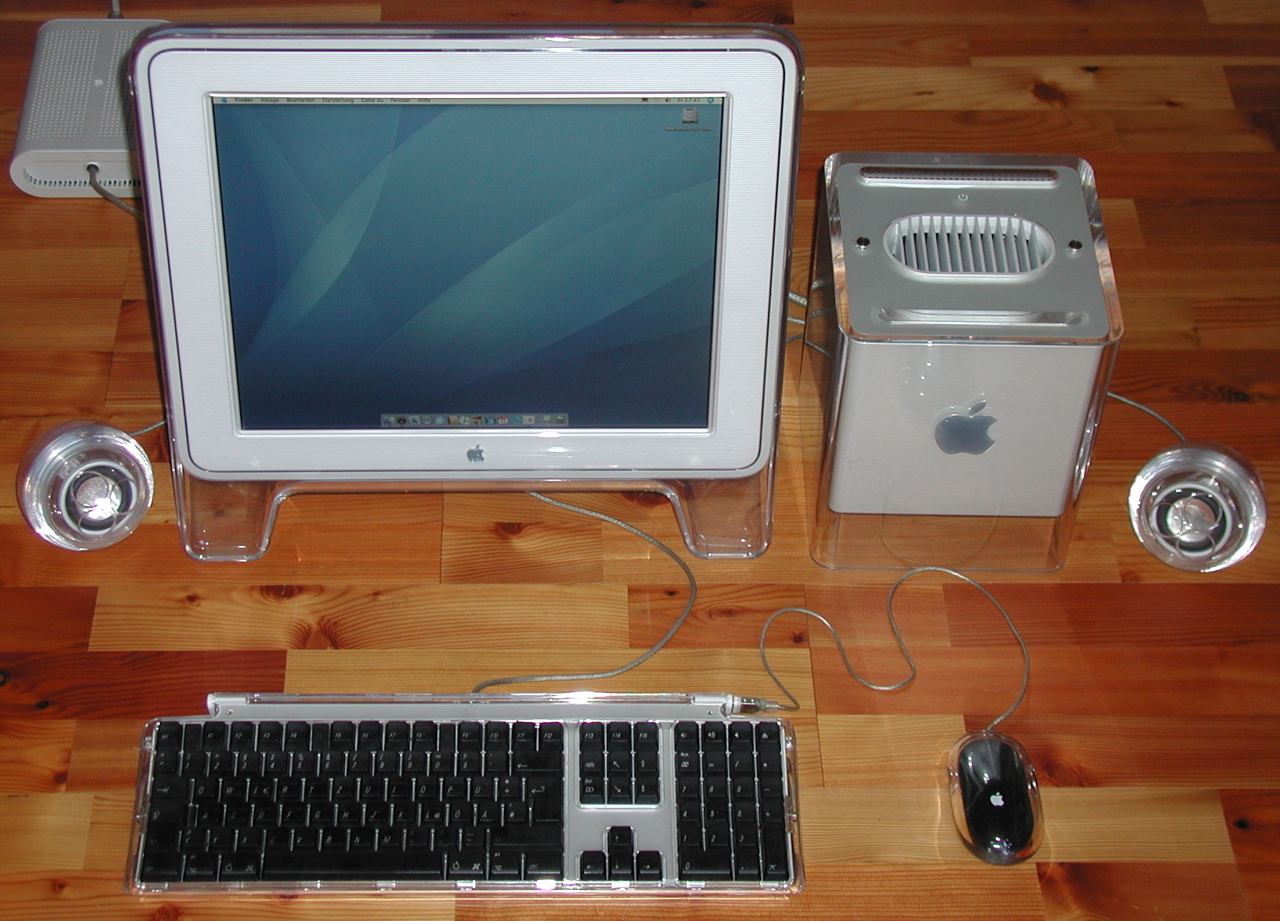
تم الإعلان عن جهاز جي 4 كيوب، بما في ذلك مصدر الطاقة والأجهزة الطرفية، في وقت واحد.

جهاز كيوب هو حاسوب صغير على شكل مكعب، معلق داخل غلاف من الزجاج الأكريلي بقياس 20 × 20 × 25 سم. يهدف التصميم البلاستيكي الشفاف إلى إعطاء انطباع بأن الحاسوب يطفو. يحتوي الغلاف على المكونات الأساسية للحاسوب، بما في ذلك محرك أقراص ضوئية قابل للتعبئة من فتحة. يتطلب كيوب شاشة منفصلة مع موصل فيديو أبل (ADC) أو موصل منظومة عرض مرئي (VGA). لا يمتلك الجهاز أي مروحة لنقل الهواء والحرارة عبر الهيكل. بدلاً من ذلك، يتم تبريده بشكل سلبي، حيث يتبدد الحرارة عبر شبكة تهوية في الجزء العلوي من الهيكل.
يأتي الطراز الأساسي مزودًا بمعالج PowerPC G4 بسرعة 450 ميجا هرتز، وذاكرة وصول عشوائي (RAM) بسعة 64 ميجا بايت، ومحرك أقراص ثابتة بسعة 20 جيجا بايت، وبطاقة رسومية إيه تي أي رايج (ATI Rage 128 Pro). كما تم بيع طراز أعلى أداءًا مع معالج 500 ميجا هرتز، وذاكرة وصول عشوائي مضاعفة، ومحرك أقراص ثابتة بسعة 30 جيجا بايت عبر متجر أبل الإلكتروني فقط.
بسبب حجمه الصغير، لا يضم الجهاز فتحات توسعة للبطاقات. يحتوي على بطاقة رسومية في منفذ رسوميات مسرع (AGP) قياسية، ولكن لا تتسع لبطاقة كاملة الطول. توجد وحدة الإمداد بالطاقة خارجيًا لتوفير المساحة، ولا يحتوي الجهاز على منافذ صوت. بدلاً من ذلك، تم شحن كيوب مع مكبرات صوت (Harman Kardon) دائرية ومضخم صوت رقمي، يتم توصيلها عبر يو إس بي (USB). على الرغم من حجمه، يتسع كيوب لثلاثة فتحات ذاكرة وصول عشوائي، ومنفذين فاير واير 400 (FireWire)، ومنفذين يو إس بي (1.1) لتوصيل الأجهزة الطرفية. توجد هذه المنافذ وكابل الطاقة في الجزء السفلي من الجهاز. يتم الوصول إلى المكونات الداخلية للجهاز عن طريق قلب الجهاز واستخدام مقبض قابل للنزع لتسحب المجموعة الداخلية بأكملها للخارج من الهيكل.

## التطوير

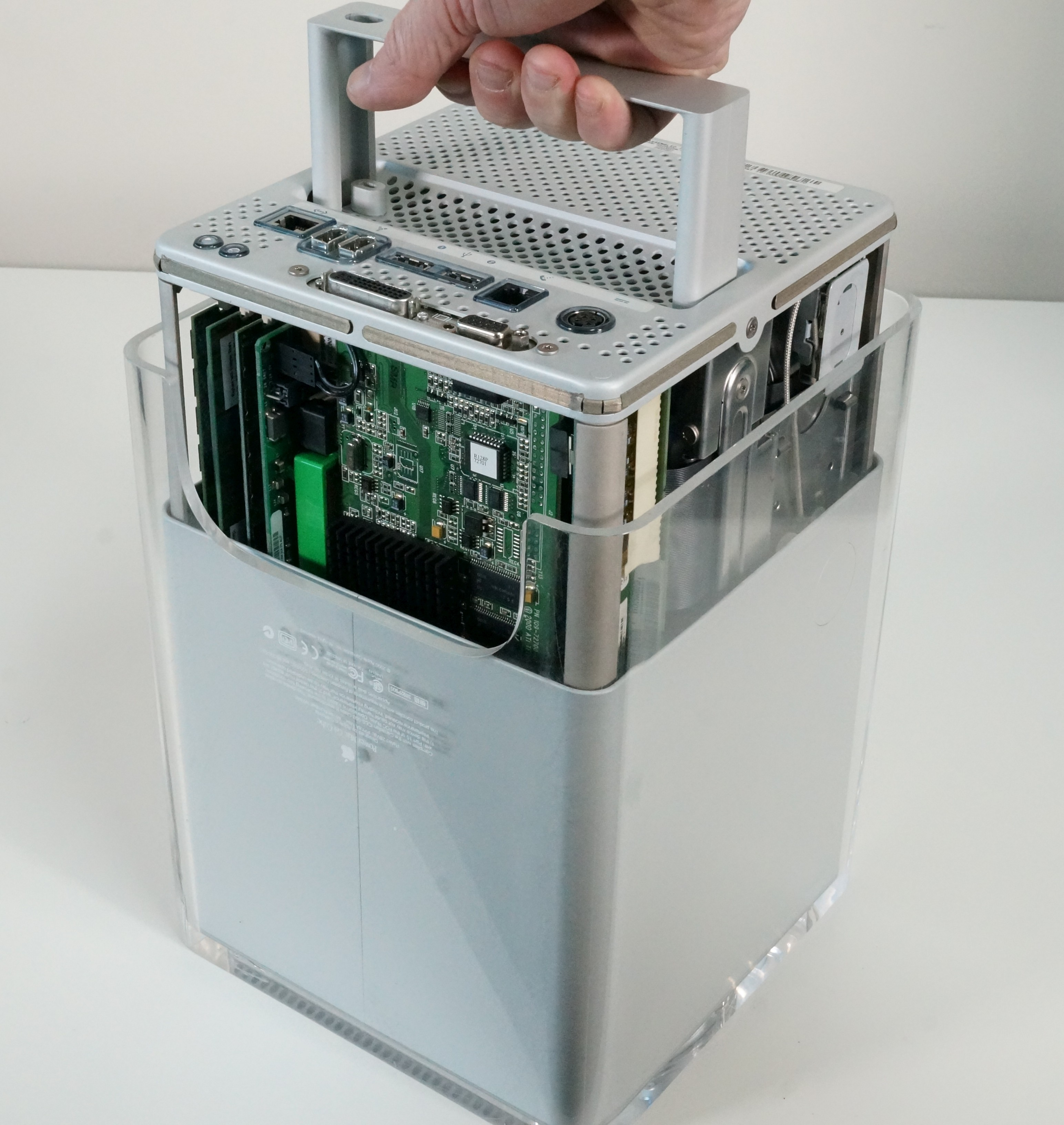
يُمكن الوصول إلى المكونات الداخلية للكمبيوتر باستخدام مقبض لسحب الكمبيوتر من غلافه البلاستيكي

كان جهاز "كيوب" منتجًا مهمًا لشركة أبل، وخاصة بالنسبة للرئيس التنفيذي آنذاك ستيف جوبز، الذي قال إن فكرة المنتج جاءت من رغبته الشخصية كمستخدم كمبيوتر في الحصول على شيء يجمع بين جهاز اي ماك وجهاز باور ماك جي 4، حيث صرح: "أردت شاشة ذات اللوحة المسطحة ولكنني لا أحتاج إلى جميع ميزات جهاز باور ماك".
تأثر التصميم البسيط الذي يفضله جوبز بالمكونات الأساسية للجهاز، بدءًا من عدم وجود زر تشغيل ميكانيكي، وصولًا إلى محرك أقراص ضوئية بدون درج وعمل هادئ بدون مروحة. عمل فريق التصميم في أبل، بقيادة جوناثان إيف، على تقليص حجم جهاز كمبيوتر مكتبي قوي، حيث رأوا أن أجهزة الكمبيوتر المكتبية التقليدية مصممة بشكل كسول بناءً على ما يسهل على المهندسين. مثل كيوب تحولاً داخليًا في أبل، حيث أصبح للمصممين نفوذ أكبر على تصميم المنتجات. وصفت صحيفة نيويورك تايمز جهاز كيوب بأنه "تصميم صناعي بحت... يذكر بـمفاهيم مدرسة باوهاوس".
مثل كيوب محاولة من أبل لتبسيط الكمبيوتر إلى أبسط أشكاله. أطلق الصحفي جيسون سنيل على الجهاز اسم مثال على هاجس جوبز وإيف بـ "الصندوق الأسود" - أجهزة كمبيوتر صغيرة وكثيفة مخبأة داخل غلاف جميل يخفي "سحر" تقنيته. وبما أن الجهاز لا يحتوي على مروحة، فقد بدأ التصميم بمشتت حراري. تم تحقيق زر التشغيل الذي يضيء بموجة أو لمسة باستخدام الاستشعار بالسعة. استغرقت شركة أبل ستة أشهر لتطوير مزيج البلاستيك الخاص بهيكل الجهاز. وساعد العمل الذي تم بذله في تطوير الجهاز على تأسيس استخدامات جديدة وتطبيقات جديدة للموادات في أبل أفادت منتجات أخرى لاحقًا. وبسبب التقنية المضمنة في الجهاز، واجه مهندسو أبل صعوبة في الحفاظ على انخفاض التكلفة الإجمالية. وتذكر مدير الإعلانات كين سيجال أن جوبز علم بسعر المنتج قبل اجتماع وكالة الإعلانات بفترة وجيزة، وظهر عليه "الارتباك" بسبب هذه الأنباء، حيث أدرك أن السعر المرتفع قد يؤدي إلى فشل المنتج.

## الإصدار والتوقعات
تسرّبت شائعات حول حاسوب آبل على شكل مكعب قبل أسابيع من الإعلان الرسمي، ونشر بعض المواقع صورًا يُزعم أنها تُظهر الجهاز. تم الإعلان عن الجهاز في معرض (Macworld Expo) في 19 يوليو 2000، كـ "شيء آخر" في نهاية العرض. أشاد جوبز بالجهاز بأنه يجمع بين قوة باور ماك جي 4 وتصميم أنيق وتقنية التصغير التي تعلمتها آبل من إنتاج اي ماك. إلى جانب كيوب، قدمت آبل فأرة جديدة ولوحة مفاتيح وشاشات تُكمل الجهاز.
انقسم الرأي حول حجم الجهاز ومظهره بشكل فوري، وهو ما اعتبره محرر مجلة (Macworld) أندرو جور مؤشرًا على نجاح آبل في إنشاء منتج متطور. كان التصميم موضع إشادة وسخرية في نفس الوقت، حيث تم تشبيهه بمكعب بورغ (Borg) أو محمص خبز أو علبة مناديل. وقارنه آخرون بجهاز NeXTcube. استمتع آيفي وفريق التصميم بالمقارنة مع علبة مناديل لدرجة أنهم استخدموا أغلفة Cube الاحتياطية لهذا الغرض في استوديوهم.
حاز الجهاز على تقييمات إيجابية بشكل عام، حيث وصفه بيتر إتش. لويس في صحيفة نيويورك تايمز بأنه أجمل جهاز كمبيوتر متاح في السوق، وأن الجهاز، إلى جانب شاشات آبل ومعداتها الطرفية، يخلق "تمثالًا مكتبيًا". قالت مجلة "بي سي استراليا" أنه بعد تغيير مظهر أجهزة الكمبيوتر مع أي ماك، ارتفع مستوى المنافسة للجهاز بشكل أكبر. وصف جور الجهاز بأنه عمل فني يشبه التمثال أكثر من كونه قطعة تقنية، لكنه أشار إلى أنه يجب على المرء أن يتعايش مع التنازلات التي قدمت في خدمة الفن. وصفه والت موسبرغ، الذي كتب في صحيفة وول ستريت جورنال، بأنه "أجمل جهاز كمبيوتر شخصي" رآه على الإطلاق.
انتقد بعض المراجعين ضرورة قلب الجهاز بالكامل لتوصيل وتفصل الملحقات بسهولة - مما يعرضه لخطر تنشيط وضع السكون عن طريق الخطأ أو إسقاط الكمبيوتر البلاستيكي الأملس بالكامل. وجدت مجلة "ماك وورد" أن زر التشغيل الحساس للمس حساس للغاية وقاموا عن طريق الخطأ بتفعيل وضع السكون بانتظام. وذكروا أن القرص الصلب بسرعة 5400 دورة في الدقيقة وذاكرة الوصول العشوائي بسعة 64 ميجابايت في الطراز الأساسي أبطأت النظام بشكل ملحوظ.
فاز كيوب بالعديد من جوائز التصميم الدولية عند إطلاقه، وجائزة أفضل جهاز كمبيوتر مكتبي من مجلة بي سي لجوائز الابتكار التقني. تم الحصول على الجهاز ومعداته الطرفية وعرضها من قبل متحف الفن الحديث إلى جانب منتجات أبل الأخرى.

### المبيعات
لم يتوافق طرح جهاز الحاسوب "كيوب " مع خط إنتاج المنتجات المحدد الذي قدمه ستيف جوبز بعد عودته إلى شركة آبل، ما جعله يفتقر إلى جمهور مستهدف واضح. كان سعره مساوياً لسعر جهاز باور ماك ذي المواصفات المماثلة، ولكنه لم يوفر مساحة إضافية لمزيد من التخزين أو منافذ الملحقات الإضافية (PCI). وبالمثل، كان أغلى بكثير من جهاز أي ماك المخصص للمستهلكين بعد ترقياته. كان جوبز يتصور أن المحترفين المبدعين والمصممين سيرغبون في شرائه، وأن المنتج رائع لدرجة أنه سيؤثر على أنماط الشراء.
كانت مبيعات "كيوب " أقل بكثير من المتوقع. بعد عودتها من حافة الإفلاس، حققت شركة آبل أرباحاً في أحد عشر ربعاً مالياً قبل الإعلان عن "كيوب "، ولكن البيانات المالية للشركة لنهاية عام 2000 أظهرت عجزاً عن تحقيق الإيرادات المتوقعة بقيمة 180 مليون دولار. وعُزي جزء من الانخفاض في الأرباح إلى "Cube"، حيث لم يُبع منه سوى ثلث ما كانت تتوقعه آبل، ما أدى إلى عجز في تحقيق أهداف الإيرادات بقيمة 90 مليون دولار. شكلت مبيعات "كيوب " 29000 جهازاً من إجمالي أجهزة ماك التي شحنتها آبل في ذلك الربع، بالمقارنة مع 308000 جهاز أي ماك. عانى تجار التجزئة من فائض في المنتج، ما ترك شركة آبل مع كمية كبيرة من المخزون غير المباع متجهة إلى عام 2001 كانت تتوقع بيعه حتى شهر مارس. جذب الحاسوب العملاء من فئة المشترين الراقيين الذين يريدون تصميمًا صغيرًا وأنيقًا، لكن جوبز اعترف بأن هذا الجمهور كان أصغر مما كان متوقعًا.
في فبراير 2001، خفضت آبل سعر الطراز الذي تبلغ سرعته المعالج فيه 500 ميغاهرتز وأضافت خيارات جديدة للذاكرة والقرص الصلب والرسومات. لم تحدث هذه التحديثات فرقًا يذكر، واستمرت المبيعات في الانخفاض. في الربع الأول من عام 2001، لم يُبع سوى 12000 جهاز، ما يمثل 1.6% فقط من إجمالي مبيعات أجهزة الكمبيوتر التي حققتها الشركة.
بالإضافة إلى سعره المرتفع، عانى جهاز كيوب من مشاكل جمالية. لاحظ المشترون الأوائل وجود شقوق ناتجة عن عملية الحقن بالبلاستيك. تحولت فكرة وجود عيوب جمالية في منتج يركز على التصميم إلى قصة سلبية للعلاقات العامة لشركة آبل، وأثنت المشترين المحتملين الذين كان التصميم هو الجاذب الرئيسي لهم.
إن ابتعاد جهاز كيوب الجذري عن شكل أجهزة الكمبيوتر الشخصية التقليدية نفّر المشترين المحتملين، وأدّى إلى تفاقم صراعات آبل في السوق التنافسية مع أداء أجهزة الكمبيوتر التي تعمل بنظام التشغيل ويندوز. كتب بينج إدواردز من مجلة ماك وردز أن المستهلكين اعتبروا جهاز كيوب "لعبة ضعيفة الأداء وذات سعر مبالغ فيه [...] أو صندوق رمادي هندسي للغاية غير قابل للانفعال معلق في سجن زجاجي لا يمكن لمسه". كما أن عدم وجود إمكانية للتوسيع الداخلي والاعتماد على أجهزة محيطية يو اس بي و فاير واير الأقل شيوعًا أثرت أيضًا على فرص نجاح الجهاز.
كان من الواضح أن ستيف جوبز يحب الجهاز، لكنه سرعان ما أوقف العمل بإنتاج هذا المنتج الذي لم يحقق أداءً جيدًا. في 3 يوليو 2001، أصدرت آبل بيانًا صحفيًا غير معتاد أعلن فيه "تعليق إنتاج" الجهاز إلى أجل غير مسمى بدلاً من إلغائه أو إيقافه، وذلك بسبب قلة الطلب. لم تستبعد آبل إمكانية إصدار نموذج محدث من جهاز كيوب في المستقبل، لكنها اعتبرت ذلك غير مرجح. وصفت الصحفية الاقتصادية كارين بلومينثال جهاز كيوب بأنه أول فشل كبير لـجوبز منذ عودته إلى آبل. ووفقًا لسيغال، فإن قدرة جوبز على تجاوز الخطأ بسرعة جعلت من جهاز كيوب "ملمحًا عابرًا" في تاريخ آبل، وفشلاً تم نسيانه بسرعة بين ابتكاراته الناجحة الأخرى.

## إرث الجهاز
على الرغم من بيع ما يقرب من 150 ألف وحدة فقط قبل إيقاف إنتاجه، اكتسب جهاز كيوب شعبية كبيرة لدى شريحة من المتحمسين للتكنولوجيا. كتب بينج إدواردز من مجلة ماك وردز أن الجهاز كان منتجًا متقدمًا على عصره، وأن استمرارية جاذبيته لفئة مخصصة من المعجبين بعد سنوات من إيقاف إنتاجه يُعد دليلًا على بصيرته. بعد إيقاف الإنتاج، ارتفعت أسعار الجهاز لدى البائعين، وتطورت صناعة منزلية لبيع الترقيات والتعديلات التي تجعل الجهاز أسرع وأقل حرارة.
بعد 20 عامًا من ظهوره، كتب جون غروبر أن كيوب كان "فشلاً محترمًا [...] كان من الضروري أن تصبح أجهزة الكمبيوتر القوية أصغر وأكثر هدوءً وأكثر جاذبية. دفع كيوب حالة الفن إلى الأمام." وصفته شبكة سي نت بأنه "مثال أيقوني على تصميم عصر الألفية". أصبح مظهره غير التقليدي والمستقبلي دعامة في العديد من الأفلام والبرامج التلفزيونية، بما في ذلك ابسوليتي فابيوليس وذا درو كاري شو واورانج كاونتي و 24. وأدار ستة عشر مكعبًا شاشات لوحة التحكم الكمبيوترية على مجموعات مسلسل ستار تريك إنتربرايز.
في عام 2017، وصف الرئيس التنفيذي لشركة آبل تيم كوك جهاز كيوب بأنه "فشل باهر".
على الرغم من إخفاقه تجاريًا، فقد ترك جهاز كيوب تأثيرًا على منتجات آبل المستقبلية. استفادت أجهزة كمبيوتر المستقبل مثل آي ماك جي 4 بشاشة مسطحة من جهود تصغير مكونات الكمبيوتر التي بذلت في إنتاج كيوب. كما أصبحت جهود آبل في تعلم تصنيع أجزاء كيوب بدقة جزءًا لا يتجزأ من تصميم أجهزة ماك بوك المصنوعة من الألومنيوم. يمتلك جهاز ماك ميني هيكلًا يبلغ خُمس حجم كيوب وتتوافق بعض فلسفات التصميم الخاصة به مع كيوب. وبالمقارنة مع سعره المرتفع، تم بيع ميني مقابل 499 دولارًا أمريكيًا وأصبح منتجًا ناجحًا. عاد شكل المكعب الشفاف مع تصميم متجر أبل الرائد في الشارع الخامس (Fifth Avenue) في مدينة نيويورك. وظهرت مرة أخرى اللمسة التفاعلية الحساسة في خطوط آي بود وآيفون، كما عكست النسخة الرأسية للتصميم الحراري للـكيوب ونمط شبكة القضبان المعدنية في إصدارات عامي 2013 و 2019 من ماك برو.

## المواصفات
| نموذج                | باور ماك جي 4 كيوب |
| -------------------- | --- |
| معرف النموذج         | باور ماك5,1 |
| المعالج              | 450 ميغاهيرتز أو 500 ميغاهيرتز باور بي سي جي 4                                                                                |
| ذاكرة                | 128 ميجابايت حتى 1.5 جيجابايت من (PC100 SDRAM2)                                                                               |
| كرت الرسومات         | ATI Rage 128 Pro مع 16ميغابايت سدرام, نفيديا GeForce2 MX مع 32 ميغابايت سدرام، أو أيه تي آي راديون مع 32 ميغابايت (DDR SDRAM) |
| قرص صلب              | 20,40,60 جيجابايت Ultra ATA/66                                                                                                |
| محرك الأقراص الضوئية | CD-RW أو DVD-ROM |
| الاتصال              | Optional AirPort 802.11b ايثرنت 10/100 BASE-T مودم 56 كيلو V.90                                                               |
| المنافذ              | 2 يو اس بي 1.1 2 فاير واير 400                                                                                                |
| مخرج الفيديو         | VGA و ADC |
| أبعاد                | 9.8×7.7×7.7 بوصة (25×20×20 سـم)                                                                                               |
| وزن                  | 14 رطل (6.4 كـغ) |

## روابط خارجية
- موقع أبل الرسمي/ باور ماك جي 4 كيوب
- فيديو لندوة ماك وورد 2000